# Harley Marques
Harley Marques Silva (Brasilia, 6 juli 1975) is een voormalig Braziliaans beachvolleyballer. Hij werd een keer vice-wereldkampioen en won eenmaal het eindklassement van FIVB World Tour; in de mondiale competitie boekte hij verder zestien zeges.

## Carrière

### 1997 tot en met 2006
Harley debuteerde in 1997 met Dennys Gomes in Fortaleza in de FIVB World Tour. Na in 2000 een wedstrijd met Luizão Correa gespeeld te hebben vormde Harley twee seizoenen een duo met Rogério Ferreira. Bij acht toernooien in de mondiale competitie kwamen ze tot een overwinning in Berlijn, vierde plaatsen in Stavanger en op Mallorca en vijfde plaatsen in Marseille en Brasilia. In 2003 partnerde Harley met Franco Neto. Het tweetal deed mee aan negen reguliere FIVB-toernooien en behaalde daarbij acht toptienklasseringen. Ze boekten de overwinning in Berlijn en eindigden als vierde op Mallorca. Daarnaast namen ze deel aan de WK in eigen land waar ze in de achtste finale werden uitgeschakeld door het Amerikaanse duo Dain Blanton en Jeff Nygaard. Het jaar daarop speelde hij afwisselend met Benjamin Insfran, Luizão en Fred Souza in totaal elf wedstrijden. Hij kwam daarbij tot een derde (Kaapstad) en twee vijfde plaatsen (Mallorca en Rio de Janeiro).
Vervolgens vormde Harley twee seizoenen een vast team met Benjamin. Ze begonnen hun eerste seizoen met twee vierde plaatsen (Shanghai en Zagreb) en een tweede plaats in Gstaad. Bij de WK in Berlijn verloor het duo in de derde ronde van de Duitsers Julius Brink en Kjell Schneider en in de vijfde herkansingsronde werden Harley en Benjamin door het Argentijnse tweetal Martín Conde en José Salema definitief uitgeschakeld. Vervolgens eindigden ze als tweede in Stavanger en als vierde in Sint-Petersburg. Na een dertiende plaats in Espinho, een vijfde plaats in Parijs en een negende plaats in Klagenfurt volgde er een overwinning in Montreal. In Athene en Acapulco werden ze daarna derde en in Salvador en Kaapstad eindigden ze respectievelijk als zevende en vijfde. Het jaar daarop speelden ze tien wedstrijden in de World Tour met twee derde plaatsen (Roseto degli Abruzzi en Stavanger) als beste resultaat. Aan het eind van het jaar deed hij met Alison Cerutti nog mee aan twee toernooien.

### 2007 tot en met 2019
In 2007 en 2008 partnerde Harley met Pedro Solberg. Het eerste jaar namen ze deel aan vijftien reguliere toernooien in het internationale beachvolleybalcircuit. Ze behaalden daarbij drie overwinningen (Shanghai, Åland en Sint-Petersburg), twee derde plaatsen (Manamah en Montreal), een vierde plaats (Espinho) en drie vijfde plaatsen (Berlijn, Klagenfurt en Kristiansand). Bij de WK in Gstaad verloren ze in de zestiende finale van de Oostenrijkers Clemens Doppler en Peter Gartmayer. In 2008 waren Harley en Solberg actief op achttien mondiale toernooien waarbij ze op twee uitzonderingen na enkel toptienklasseringen noteerden. Het duo boekte onder meer zes overwinningen (Adelaide, Shanghai, Roseto degli Abruzzi, Gstaad, Mallorca en Guarujá), werd eenmaal derde (Dubai) en behaalde vier vierde plaatsen (Barcelona, Stare Jabłonki, Parijs en Marseille). Daarmee wonnen ze tevens het eindklassement van de World Tour dat jaar. Met Benjamin won hij bovendien het Open-toernooi van Sanya.

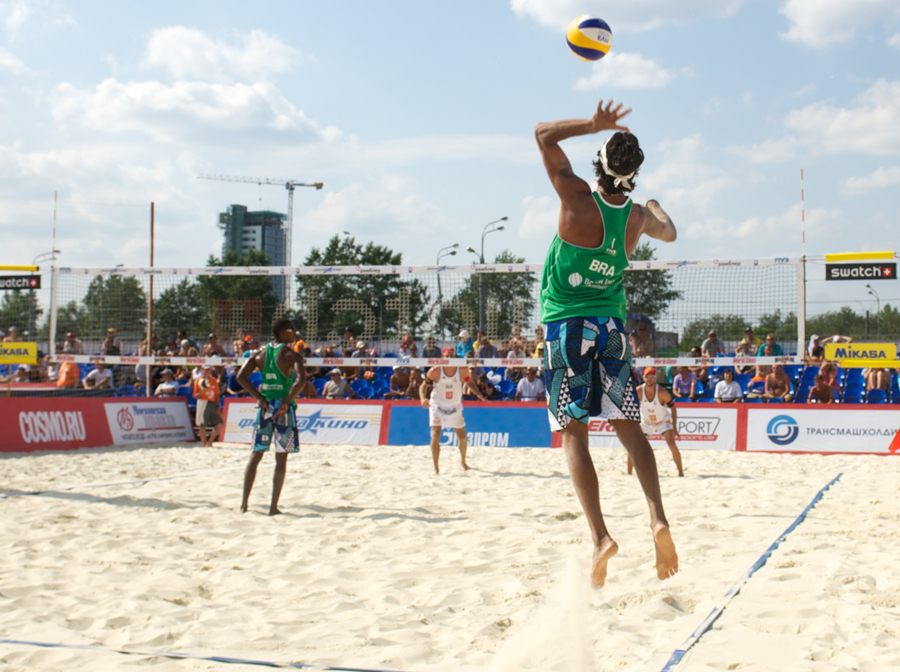
Harley aan service (rechts) bij de Grand Slam van Moskou (2011)

Het jaar daarop wisselde hij van partner naar Alison. Bij twaalf reguliere FIVB-toernooien behaalden ze enkel plaatsen in de top tien. Ze wonnen in Shanghai en Mysłowice, werden tweede in Brasilia en Klagenfurt en eindigden als derde in Rome, Kristiansand en Den Haag. Verder behaalde het duo een vierde (Stare Jabłonki) en drie vijfde plaatsen (Moskou, Marseille en Åland). Bij de WK in Stavanger wonnen Harley en Alison bovendien de zilveren medaille achter de Duitsers Julius Brink en Jonas Reckermann. Na begin 2010 een wedstrijd met Fábio Luiz gespeeld te hebben, keerde hij terug aan de zijde van Solberg. Het duo deed mee aan tien toernooien in de World Tour en behaalde daarbij onder andere een overwinning in Shanghai en een tweede plaats in Kristiansand.
Het daaropvolgende seizoen partnerde Harley met Thiago Barbosa. Bij de WK in Rome werd het duo in de zestiende finale uitgeschakeld door de Letten Mārtiņš Pļaviņš en Jānis Šmēdiņš. Mondiaal namen ze verder deel aan tien toernooien met een vijfde plaats in Moskou als beste resultaat. In 2012 wisselde Harley van partner naar Evandro Gonçalves; bij tien wedstrijden eindigden ze alleen in Brasilia met een vijfde plaats in de top tien. Vervolgens was hij van 2013 tot en met 2019 met verschillende partners – waaronder Benjamin, Thiago en Ricardo Santos – voornamelijk actief in meerdere nationale beachvolleybalcircuits. In 2018 werd hij met Rodrigo Bernat tweede bij het FIVB-toernooi van Miguel Pereira. Een jaar later speelde hij in Miguel Pereira met Luciano Ferreira zijn laatste internationale beachvolleybalwedstrijd.

## Palmares
Kampioenschappen
- 2003: 9e WK
- 2005: 9e WK
- 2009:  WK

FIVB World Tour
- 2002:  Berlijn Open
- 2003:  Grand Slam Berlijn
- 2004:  Kaapstad Open
- 2005:  Gstaad Open

- 2005:  Grand Slam Stavanger
- 2005:  Montréal Open
- 2005:  Athene Open
- 2005:  Acapulco Open
- 2006:  Roseto degli Abruzzi Open
- 2006:  Grand Slam Stavanger
- 2007:  Shanghai Open
- 2007:  Manamah Open
- 2007:  Montreal Open
- 2007:  Åland Open

- 2007:  Sint-Petersburg Open
- 2008:  Adelaide Open
- 2008:  Shanghai Open
- 2008:  Roseto degli Abruzzi Open
- 2008:  Grand Slam Gstaad
- 2008:  Mallorca Open
- 2008:  Guarujá Open
- 2008:  Dubai Open
- 2008:  FIVB World Tour
- 2008:  Sanya Open

- 2009:  Brasilia Open
- 2009:  Shanghai Open
- 2009:  Rome Open
- 2009:  Mysłowice Open
- 2009:  Grand Slam Klagenfurt
- 2009:  Kristiansand Open
- 2009:  Den Haag Open
- 2010:  Shanghai Open
- 2010:  Kristiansand Open
- 2018:  1* Miguel Pereira